# Кубок Шотландії з футболу 1889—1890
Кубок Шотландії з футболу 1889–1890 — 17-й розіграш кубкового футбольного турніру у Шотландії. Титул вдев'яте здобув Квінз Парк.

## Четвертий раунд
| Команда 1                        | Рахунок | Команда 2       |
| -------------------------------- | ------- | --------------- |
| 9 листопада 1889                 |         |                 |
| Абердин                          | 1:13    | Квінз Парк      |
| Ейрдріоніанс                     | 2:3     | Аберкорн        |
| Ейр                              | 2:2     | Літ Атлетік     |
| Данблейн                         | 4:6     | Ковденбіт       |
| Іст Енд                          | 3:2*    | Камбусленг      |
| Гренджмут                        | 1:7     | Вейл оф Левен   |
| Гарт оф Мідлотіан                | 9:1     | Аллоа Атлетік   |
| Кілбірні                         | 5:2     | Іст Стерлінгшир |
| Лейнмарк                         | 2:8     | Сент-Міррен     |
| Моффет                           | 4:2     | Керфін Шемрок   |
| Квін оф зе Сауз Вондерерс        | 3:7     | Гіберніан       |
| Терд Ланарк                      | 2:0     | Лінтхаус        |
| 16 листопада 1889 (перегравання) |         |                 |
| Літ Атлетік                      | 4:1     | Ейр             |
| 23 листопада 1889 (перегравання) |         |                 |
| Іст Енд                          | 3:2     | Камбусленг      |

* - результат скасовано, було призначено повторний матч.

## П'ятий раунд
Команди Гіберніан, Кілбірні, Літ Атлетік, Терд Ланарк пройшли до наступного раунду після жеребкування.
| Команда 1                    | Рахунок | Команда 2         |
| ---------------------------- | ------- | ----------------- |
| 30 листопада 1889            |         |                   |
| Ковденбіт                    | 2:8     | Аберкорн          |
| Моффет                       | 2:2     | Іст Енд           |
| Квінз Парк                   | 1:0     | Сент-Міррен       |
| Вейл оф Левен                | 3:1     | Гарт оф Мідлотіан |
| 7 грудня 1889 (перегравання) |         |                   |
| Іст Енд                      | 5:1     | Моффет            |

## Чвертьфінали
| Команда 1      | Рахунок | Команда 2   |
| -------------- | ------- | ----------- |
| 21 грудня 1889 |         |             |
| Аберкорн       | 6:2     | Гіберніан   |
| Кілбірні       | 1:4     | Терд Ланарк |
| Квінз Парк     | 1:0     | Літ Атлетік |
| Вейл оф Левен  | 4:0     | Іст Енд     |

## Півфінали
| Команда 1     | Рахунок | Команда 2   |
| ------------- | ------- | ----------- |
| 27 січня 1890 |         |             |
| Квінз Парк    | 2:0     | Аберкорн    |
| Вейл оф Левен | 3:0     | Терд Ланарк |

## Фінал
| 15 лютого 1890 15:00 (CET) |

| Квінз Парк | 1:1 | Вейл оф Левен |
| ---------- | --- | ------------- |
|            |     |               |

| Айброкс-Парк, Глазго Глядачів: 11 000 |

### Перегравання
| 22 лютого 1890 15:00 (CET) |

| Квінз Парк | 2:1 | Вейл оф Левен |
| ---------- | --- | ------------- |
|            |     |               |

| Айброкс-Парк, Глазго Глядачів: 14 000 |